# Myopites zernyi
Myopites zernyi es una especie de insecto del género Myopites de la familia Tephritidae del orden Diptera.

Erich Martin Hering la describió en el año 1939.
Se encuentra en Grecia y Croacia.